# Ise mit Nebenbächen
Die Ise mit Nebenbächen ist ein Naturschutzgebiet in der Gemeinde Lüder in der Samtgemeinde Aue im Landkreis Uelzen und den Gemeinden Obernholz, Hankensbüttel und Dedelstorf in der Samtgemeinde Hankensbüttel, der Stadt Wittingen, den Gemeinden Schönewörde, Wahrenholz und Wesendorf in der Samtgemeinde Wesendorf, der Gemeinde Sassenburg und der Stadt Gifhorn im Landkreis Gifhorn.

## Allgemeines
Das Naturschutzgebiet mit dem Kennzeichen NSG BR 156 ist circa 833,5 Hektar groß. Der größte Teil des Naturschutzgebietes liegt im Landkreis Gifhorn, nur 0,185 Hektar auf dem Gebiet des Landkreises Uelzen. Das Naturschutzgebiet umfasst das gleichnamige FFH-Gebiet und grenzt im Norden an die Naturschutzgebiete „Oberer Gosebach“ bzw. „Schweimker Moor und Lüderbruch“, nördlich von Wahrenholz an das Naturschutzgebiet „Niederungsbereich Oerrelbach“ sowie südlich von Wahrenholz an das Naturschutzgebiet „Bösebruch“. Im Norden grenzt das Naturschutzgebiet außerdem an das Landschaftsschutzgebiet „Röhrser Bach – Schweimker Moor – Lüderbuch“. Zwischen Hankensbüttel und Gifhorn ist es fast vollständig vom Landschaftsschutzgebiet „Ostheide“ umgeben. Teile des Landschaftsschutzgebietes sind ebenso im Naturschutzgebiet aufgegangen wie ein schmaler Streifen am südöstlichen Rand des Naturschutzgebietes „Bösebruch“. Das Gebiet steht seit dem 30. Juni 2018 unter Naturschutz. Zuständige untere Naturschutzbehörden sind die Landkreise Gifhorn und Uelzen.

## Beschreibung
Das Naturschutzgebiet liegt in etwa zwischen Hankensbüttel und Gifhorn und umfasst den Flusslauf der Ise auf 38,5 km Länge von der Unterquerung des Elbe-Seitenkanals nordöstlich von Hankensbüttel bis kurz oberhalb des Mühlensees in Gifhorn, den Uferbereich des Flusses und angrenzende Talbereiche sowie mehrere Nebenbäche: einen Teil des Gosebachs, der an der Unterquerung des Elbe-Seitenkanals in die Ise mündet, einen Teil des Emmer Bachs, der südöstlich von Hankensbüttel in die Ise mündet, den Bruno, der in Wahrenholz in die Ise mündet, und einen Teil des in den Bruno mündenden Oerrelbachs sowie den Beberbach von der Querung der Kreisstraße 7 in Wesendorf und der Mündung in die Ise südöstlich von Wesendorf. Fluss- und Bachläufe im Naturschutzgebiet sind überwiegend stark begradigt. Östlich des Gifhorner Ortsteils Gamsen ist mit der Alten Ise ein Altarm der Ise erhalten, der den Charakter eines Stillgewässers hat.
Im Rahmen von in den 1990er-Jahren durchgeführten Revitalisierungsmaßnahmen wurde die Ufersicherung durch Faschinen weitgehend entfernt. Der Flussabschnitt südöstlich von Hankensbüttel, der entlang des Elbe-Seitenkanals verläuft, ist zur Sicherung des Damms des Kanals mit Wasserbausteinen befestigt. Ackerflächen in der Aue der Ise wurden vielfach zu Grünland umgewandelt und Gewässerrandstreifen angelegt.
Das Naturschutzgebiet liegt in einer überwiegend landwirtschaftlich geprägten Gegend. Insbesondere zwischen Hankensbüttel und Wahrenholz fließt die Ise durch Wälder und wird im weiteren Verlauf über weite Strecken von Gehölzen begleitet, stellenweise sind kleine Auwälder zu finden.
Das Naturschutzgebiet ist Lebensraum des Fischotters. Es dient auch der Vernetzung der Fischottervorkommen in den Einzugsgebieten von Örtze und Lachte, Dumme und des Drömlings. Das Naturschutzgebiet hat auch eine Bedeutung für Fischadler, Schwarz- und Weißstorch. Die Fluss- und Bachläufe beherbergen Steinbeißer, Bitterling und Bachneunauge sowie Große Erbsenmuschel und Große Flussmuschel. Entlang der Fluss- und Bachläufe sind verschiedene Libellen heimisch, darunter Grüne Flussjungfer, Gemeine Keiljungfer, Blauflügel-Prachtlibelle und Gebänderte Prachtlibelle sowie weitere Insekten, z. B. die Schlammfliege Sialis nigripes. In der Ise siedelt das Langblättrige Laichkraut.